# 孙不二
孙不二（1119年2月16日—1183年1月24日），原名富春，自号清靜散人，人稱孫仙姑，山東寧海人，金朝道教人物，全真七子之一。元世祖賜封「清靜淵真順德真人」，元武宗加封為「清静淵貞玄虛順化元君」。

## 生平
孫不二，宋徽宗重和二年己亥（二月改元宣和元年）正月初五（1119年2月16日）生於山東寧海。孫忠翊（一說孫忠顯）之女。孫不二在出家前是馬丹陽之妻，爾後與夫婿皆皈依全真道祖師王重阳。金世宗大定九年巳丑五月初五（1169年6月1日），孫不二於寧海金蓮堂出家，和另外六位师兄共称全真七子，為全真教清靜派創始人。
金世宗大定二十二年壬寅十二月二十九日（1183年1月24日），孫不二於洛陽風仙姑洞趺坐而化。

## 著作
著有《不二元君法語》。

## 金庸小說中的孙不二
在金庸小說《射鵰英雄傳》及《神鵰俠侶》中曾與其他全真六子一同出場，但次數不多。徒弟為程瑤迦。在《神鵰俠侶》中被楊過強行擄走，為楊過和小龍女拜堂成親作見證。
登場回數：《射雕英雄传》25-26，34-35；《神雕侠侣》4，11-14，20-23，27-28，37-39

## 延伸阅读
[在维基数据编辑]
 《新元史/卷243》，出自柯劭忞《新元史》